# DrugBank
DrugBank és una base de dades disponible a la Universitat d'Alberta conjuntant en una interfície única tant bioinformàtica com de quimioinformática i que bàsicament proporciona dades sobre fàrmacs. Conté prop de 4.800 entrades, incloent més de 1.480 petites molècules aprovades per la FDA, 128 fàrmacs biòtics aprovats per la FDA i més de 3.200 fàrmacs experimentals. Addicionalment, conté més de 2.500 seqüències de proteïnes. Cada registre de fàrmac (DrugCard) conté més de 100 camps de dades amb dades sobre l'estructura química i amb dades de la diana terapèutica del fàrmac. Els usuaris poden fer consultes de diferents formes. Està mantinguda per David Wishart i Craig Knox.